# Maria, Ducesă de Gloucester și Edinburgh
Maria Walpole (10 iulie 1736 – 22 august 1807), Contesă Waldegrave și Ducesă de Gloucester și Edinburgh, a fost membră a familiei regale britanice, soția Prințului William Henry, Duce de Gloucester și Edinburgh. Căsătoria ei cu Ducele, fără ca regele George al III-lea să știe, a dus la adoptarea Actului Regal al căsătoriilor din 1772.

## Biografie

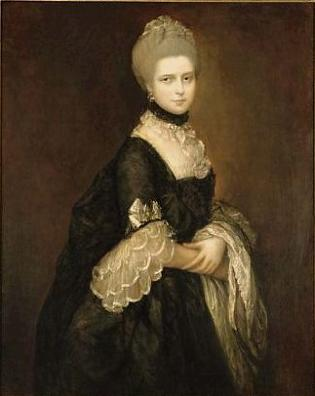
Maria în doliu, pictură de Gainsborough.

Maria Walpole a fost fiica lui Edward Walpole și a Dorothy Clement. Bunicul ei a fost Robert Walpole, considerat a fi primul prim ministru al Regatului Unit (1721–41). Maria a crescut la Casa Frogmore în Windsor, Berkshire; părinții ei nu erau căsătoriți și statutul ei nelegitim a împiedicat statutul ei social în ciuda conexiunilor familiei ei.
La 15 mai 1759, s-a căsătorit cu James Waldegrave, Conte Waldegrave, fiul lui James Waldegrave și al Mary Webbe. După căsătorie, Maria a devenit Contesă Waldegrave. Contele Waldegrave a murit la 28 aprilie 1763, lăsând-o pe Maria văduvă cu trei copii:
- Lady Elizabeth Laura Waldegrave (1760–1816) care s-a căsătorit cu verișorul ei, George Waldegrave
- Lady Charlotte Maria Waldegrave (1761–1808) care s-a căsătorit cu George FitzRoy
- Lady Anna Horatia Waldegrave (1762–1801) care s-a căsătorit cu Lord Hugh Seymour.

Anna și Hugh au fost străbunicii lui Charles Spencer, al 6-lea Conte Spencer, care a fost străbunicul Prințesei Diana de Wales.
La 6 septembrie 1766 Maria s-a căsătorit cu Prințul William Henry, Duce de Gloucester și Edinburgh (1743-1805) la casa ei din Londra. Ducele era al treilea fiu al lui Frederick, Prinț de Wales și fratele regelui George al III-lea al Regatului Unit. Căsătoria a fost realizată în secret, deoarece familia regală britanică nu ar fi aprobat o căsătorie între un Prinț regal și o văduvă care nu avea rang regal. Au trăit la St Leonard's Hill în Clewer, în apropiere de Windsor și au avut trei copii.
- Prințesa Sophia de Gloucester (1773–1844)
- Prințesa Carolina Augusta Maria de Gloucester (1774–1775)
- Prințul William Frederick, Duce de Gloucester și Edinburgh (1776–1834)

Căsătoria lor și cea a fratelui mai mic al Ducelui, Prințul Henry, Duce de Cumberland și Strathearn, a dus la adoptarea Actului Regal al căsătoriilor din 1772, prin care descendenții regelui George al II-lea trebuiau să solicite aprobarea suveranului înainte de căsătorie. Cu toate acestea, dispoziția nu a putut fi aplicată retroactiv, astfel că nunta dintre Maria și Duce a fost considerată legală de către parlament. Din cauza furiei regelui George al III-lea, Maria nu a fost primită niciodată la curte. 
Al doilea copil al Mariei și a Ducelui, Prințesa Caroline, a murit la vârsta de nouă luni în urma unei inoculări de variolă destinată s-o protejeze de această boală.